# Distretto di Paranday
Il distretto di Paranday  è uno dei dieci distretti della provincia di Otuzco, in Perù. Si trova nella regione di La Libertad e si estende su una superficie di 21,46  chilometri quadrati.